# Archer Self-propelled 17-pdr
Der Selfpropelled 17 pdr, Valentine, Mk I Archer war eine Panzerjäger-Selbstfahrlafette, die im Zweiten Weltkrieg auf Basis des zu dieser Zeit als veraltet geltenden Valentine-Panzers entwickelt worden war, um die schwere 17-pounder (76,2 mm) Panzerabwehrkanone tragen zu können.

## Entwicklung

### Hintergrund
Nach den Erfahrungen des British Expeditionary Force (BEF) in Frankreich 1940 war klar, dass man für die britischen Streitkräfte künftig eine leistungsfähige Panzerabwehrwaffe benötigte. Auf allen aktuellen Kriegsschauplätzen sammelten Commonwealth-Truppen Erfahrungen mit dem Einsatz der deutschen 8,8-cm-Flak gegen britische Panzermodelle.
Zwar war bis 1941 die neue 6-pdr-Panzerabwehrkanone verfügbar, doch war absehbar, dass die deutsche Rüstung in absehbarer Zukunft Panzertypen entwickeln würden, für die eine leistungsfähigere Abwehrwaffe erforderlich war. Man entschied sich Ende 1940 dann für ein 3-inch Kaliber (76,2-mm) und ein 17-Pfund-Geschoss. Das in der folgenden Zeit entwickelte und erprobte Geschütz wurde im Mai 1942 bei den britischen Streitkräften eingeführt.

### Auswahl des Fahrgestell
Die leistungsstarke Kanone sollte sowohl als gezogenes Panzerabwehrgeschütz (Anti-Tank Gun) als auch als Bewaffnung für Kampfpanzer eingesetzt werden. Der zu dieser Zeit aktuelle Cruiser Tank, für die Bekämpfung gegnerischer Kampfwagen, war der Panzer vom Typ Crusader. Dieser Panzertyp war für einen Einbau dieser Waffe jedoch nicht geeignet, da er weder die nötige Motorisierung, ein ausreichend belastbares Fahrwerk noch einen ausreichend großen Turmkranz hatte, um ein solches Geschütz aufzunehmen.
Während man sich Gedanken um den Einbau in einen Kampfpanzer machte, wollte man auf eine schnelle Verfügbarkeit dieser Waffe auf einer mobilen Plattform nicht verzichten. Ein erster Gedanke war, die Waffe in den Aufbau der Artillerieselbstfahrlafette Bishop zu montieren, was jedoch kein befriedigendes Ergebnis brachte. Die große Waffe war wegen der Rohrlänge und der Breite des Aufbaus nicht sinnvoll unterzubringen.
Eine Designstudie mit dem Fahrgestell des Crusader zeigte, dass die Wanne auch als Selbstfahrlafette keine Möglichkeit bot, das Geschütz und damit auch die Bedienung auf diesem Fahrzeug ausreichend zu schützen. 
Das zuständige britische Ordnance Office (Waffenamt) verlangte deshalb von Vickers, ein völlig neues Fahrzeug zu entwickeln. Man griff angesichts der Erfahrungen mit einem nicht realisierten Projekts einer aufgesetzten 6-pdr-Panzerabwehrkanone auf dem Fahrgestell des Infantry Tank Valentine nun auf diesen Panzertypen zurück. Dieses war zugunsten eines neuen Turmentwurfs mit einer 6-pdr-Kanone eingestellt worden.

### Entwicklungsarbeit
Vickers-Armstrong erhielt einen Vertrag für den Bau zweier Prototypen und von Juli 1942 bis März 1943 liefen die Entwicklung und der Bau dieser beiden Fahrzeuge, danach begann die Erprobung. Allerdings wurde die Hauptbewaffnung erst einen Monate verspätet eingebaut. Auf den Übungsplätzen von Shoeburyness und Larkhill wurden die Fahrzeuge erprobt.
Schießversuche im April 1943 führten zu Nachbesserungen. 
Angesichts der dringenden Forderung der britischen Streitkräfte nach Panzerjägern wurde der Archer mit hoher Dringlichkeit gefertigt und kam ab März 1944 zur Truppe.

## Technik
Die Waffe hatte eine 0-Stellung zum Heck hin und einen begrenzten Seitenrichtbereich, je 11° links und rechts. Der Höhenrichtbereich ging von minus 7° bis plus 15°. Oberhalb des Kampfraumes war der Oberbau offen. 
Basierend auf dem Kampfpanzer Valentine Mk I und der Ordnance QF 17 pdr werden die technischen Aspekte in den jeweiligen Artikeln behandelt:
- Kampfpanzer Valentine – zum Hauptartikel
- Panzerabwehrkanone Ordnance QF 17 pdr – zum Hauptartikel

## Produktion
Von einem ursprünglichen Auftrag über 880 Fahrzeug wurden bedingt durch das Kriegsende letztlich nur 665 Stück gefertigt.

## Einsatz
Die Panzerabwehrbataillone (Divisional Anti-Tank Regiments) des Royal Armoured Corps in Nordwesteuropa waren ab Oktober 1944 mit dem Archer ausgerüstet. Eingesetzt wurde das Fahrzeug von den britischen Streitkräften bis zur Mitte der 1950er Jahre.
Das Fahrzeug führte 39 Schuss Munition für die 17 pdr mit und verfügte für die Selbstverteidigung über ein .303 (7,7 mm) Bren Fla-Maschinengewehr, das auch gegen Ziele am Boden eingesetzt werden konnte.
Obwohl aus einer Notlösung entstanden, betrachtete man den Archer am Ende des Zweiten Weltkrieges als eine zuverlässige und wirksame Panzerabwehrwaffe.

### Nach 1945
Nach dem Krieg wurden rund 200 Archer noch von der ägyptischen und weitere von der syrischen Armee eingesetzt, welche die letzten Exemplare des Panzers von den Briten gekauft hatten.
Die Ägypter rüsteten vor der Sueskrise mindestens vier Batterien mit je 11 Fahrzeugen aus. 1956, während der Kämpfe, zerstörten oder erbeuteten die Israelis in der Operation Kadesh allein 40 der ägyptischen Archer auf der Sinai-Halbinsel.

## Galerie

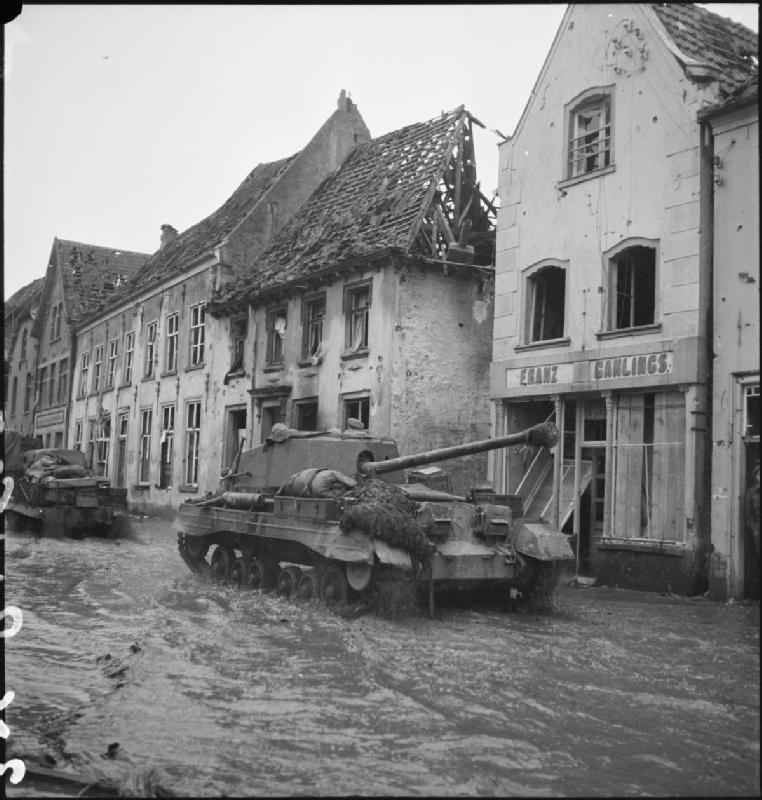
Archer SP 17 pdr im Februar 1945 im teilweise überfluteten Kranenburg.
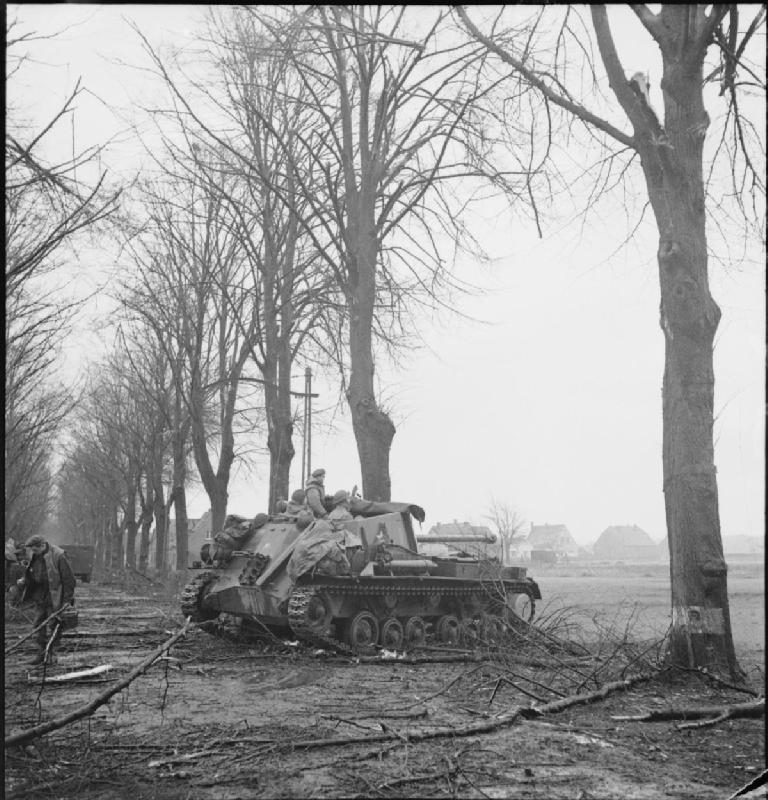
Archer SP 17 pdr am 9. Februar 1945 bei Nütterden.
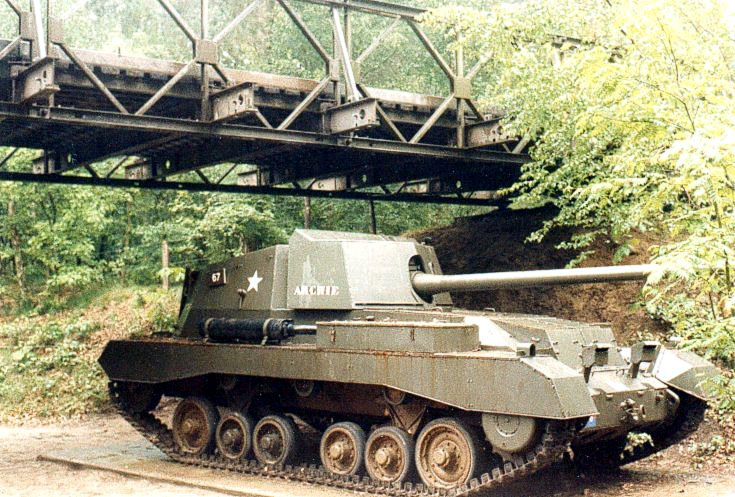
Archer SP 17 pdr ausgestellt bei Overloon in den Niederlanden.
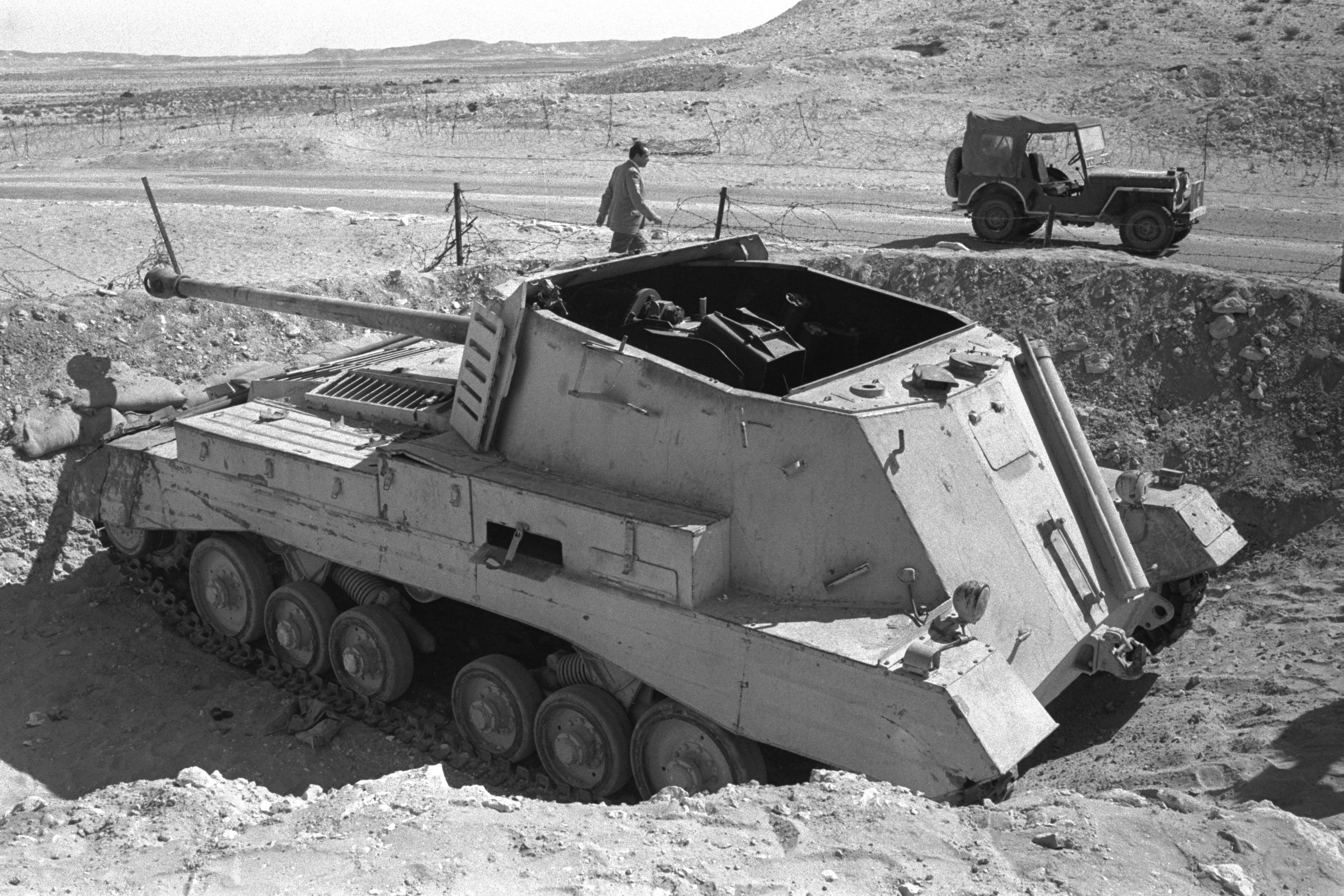
Ein ägyptischer Archer, nachdem er 1956, süd-östlich von al-Arisch, von israelischen Truppen zerstört wurde.
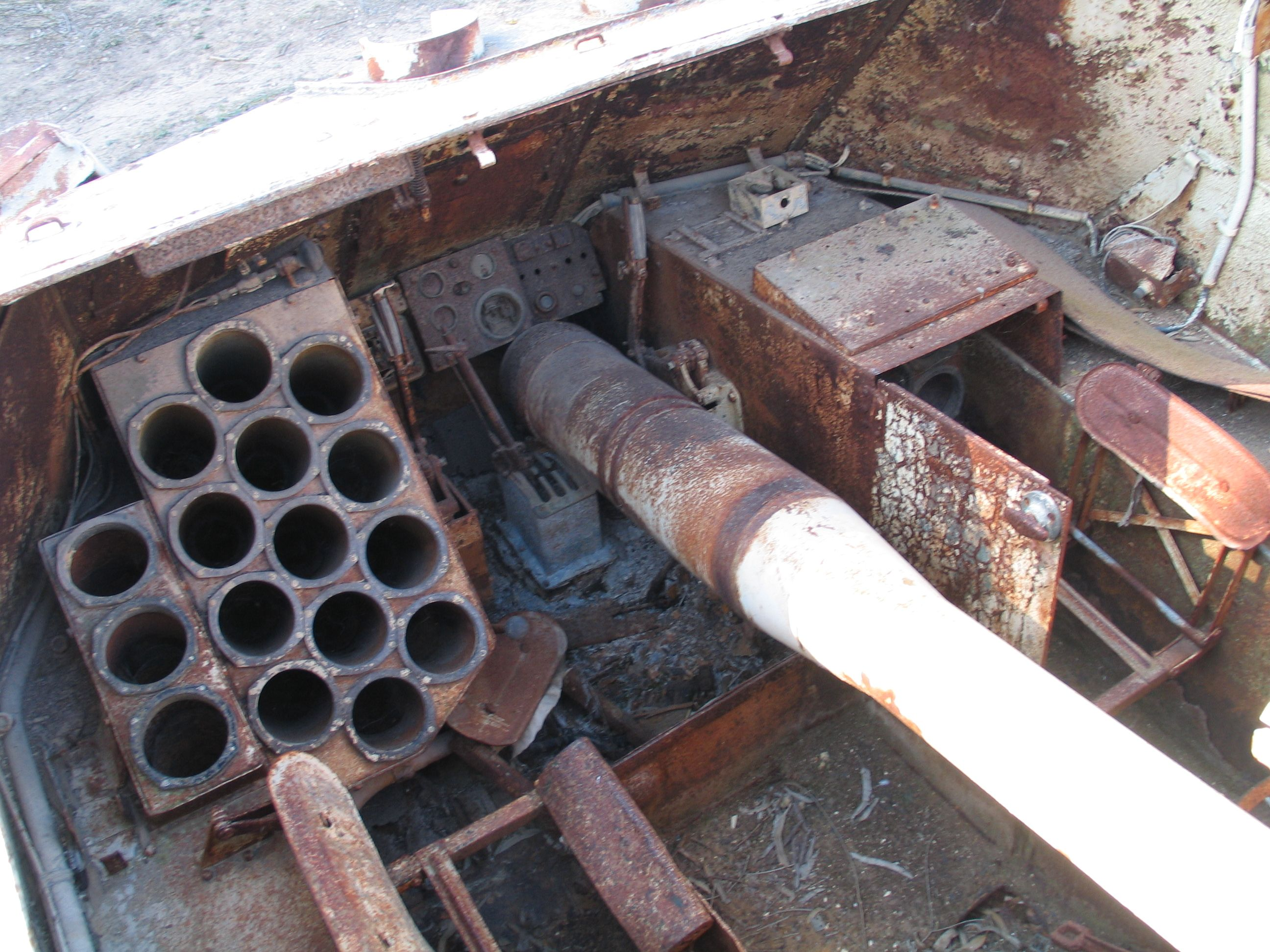
Blick zum Heck mit Fahrerplatz und den beiden Hebeln zum Lenken mit den Ketten in einem zerstörten Archer bei Jad Mordechai in Israel.